# Hôtel de ville de Blois
L'actuel hôtel de ville de Blois occupe l'ancien palais épiscopal depuis 1940. Pour la période antérieure, voir ancien hôtel de ville de Blois.
 (mai 2014).
Si vous disposez d'ouvrages ou d'articles de référence ou si vous connaissez des sites web de qualité traitant du thème abordé ici, merci de compléter l'article en donnant les références utiles à sa vérifiabilité et en les liant à la section « Notes et références ».
L’hôtel de ville de Blois se trouve derrière la cathédrale Saint-Louis. Il occupe les bâtiments de l’ancien palais épiscopal, construit par l’architecte du roi Jacques V Gabriel, auquel on doit aussi le pont central de Blois.

## Histoire du bâtiment

### La création du diocèse à Blois
Le vaste diocèse de Chartres était depuis longtemps en surcharge avec plus de 900 paroisses et malgré la révocation de l’édit de Nantes en 1685, l’influence protestante était encore grande dans le pays blésois. Ces deux faits ont conduit Louis XIV à établir un évêché à Blois à 1692 en choisissant un ami de Madame de Maintenon comme premier évêque de la ville. Il s’agit de David Nicolas Bertier, connu comme « grand convertisseur des Huguenots » de l’époque[réf. nécessaire].

### L’emplacement de la cathédrale et du palais
L’érection du futur diocèse ne s’achève pas sans difficulté. Les premiers plans du roi et de son entourage choisissent comme cathédrale la plus belle église de Blois qui porte le nom Saint-Laumer (actuelle Saint-Nicolas) ayant déjà un grand jardin et des résidences abbatiales. Cependant, le nouvel évêque, lors de sa première visite à Blois, se laisse persuader par les moines bénédictins souhaitant préserver leur monastère et favorise l’église Saint-Solenne, qui venait d’être reconstruite après le passage d’un ouragan en 1678. Après plusieurs démarches, le roi cède à opposer à cette idée et, en 1698, Nicolas de Bertier prend possession de la cathédrale lors d’une grande cérémonie, signifiant que la construction du palais épiscopal peut commencer.

### L’aménagement du lieu
Le nouvel évêché demande énormément de la place au détriment de la ville. Il faut percer le mur de la ville et faire disparaître plusieurs demeures et rues clés pour la circulation pour que l’aménagement puisse être réalisé.

### La construction du palais
En 1700, les plans –attribués à Jacques V Gabriel– sont terminés, puis les travaux commencent. L’édifice s’élève sur deux niveaux au côté de la cour et occupe quatre niveaux vers la terrasse basse. L’évêque de Blois s’installe officiellement dans sa résidence en mars 1704.

### XVIIIesiècleet la Révolution

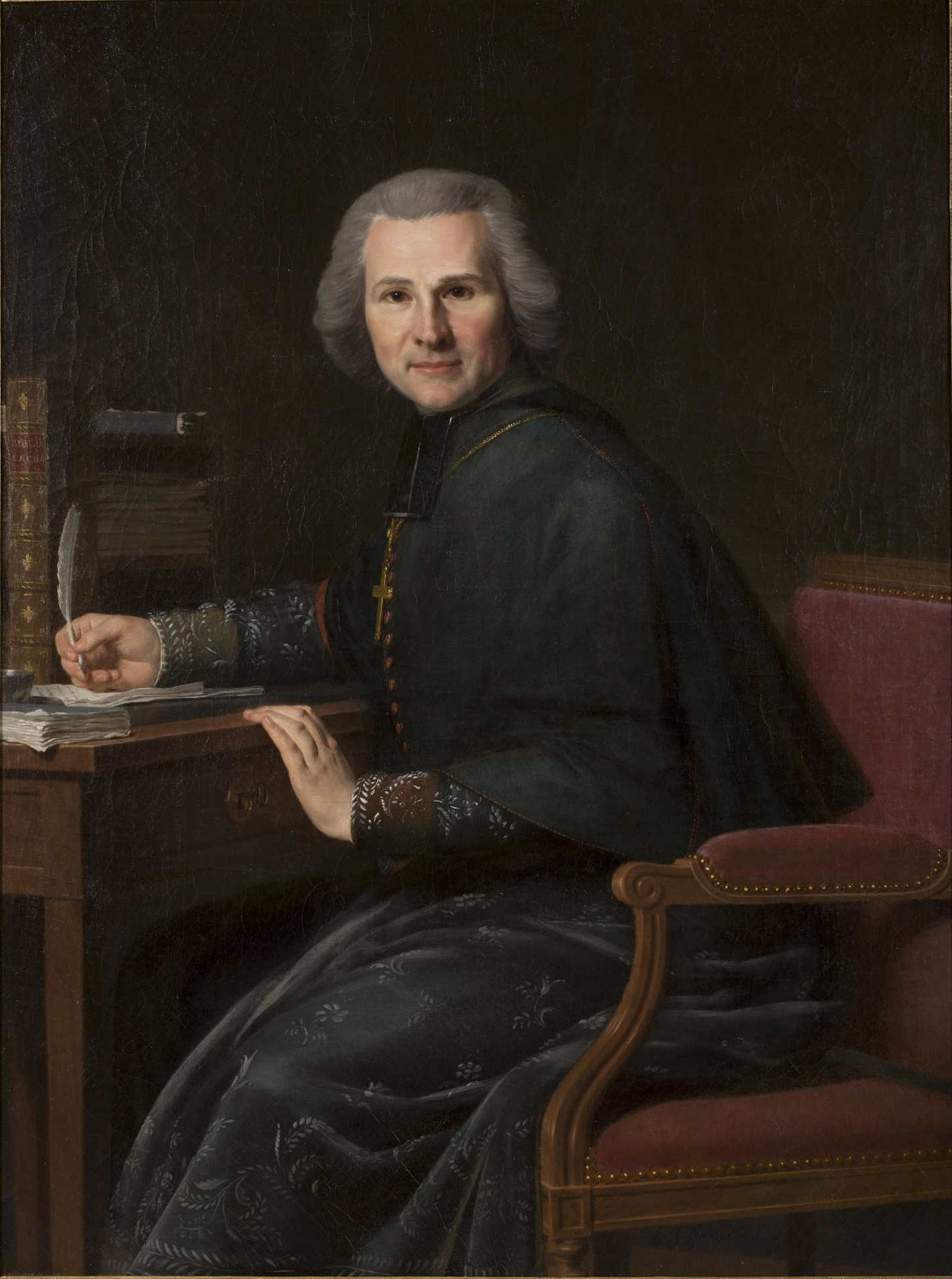
L’abbé Grégoire.

Tout au long du XVIIIe siècle, des personnages influents ont succédé à David Nicolas Bertier : François Lefebvre de Caumartin (1720–1732), François de Crussol d’Uzès (1735–1753), Charles-Gilbert de May de Termont (1753–1776), Alexandre de Lauzières-Thémines (1776–1791), Henri Grégoire (1791–1801).
C’est Thémines qui entreprend des travaux les plus importants, il installe dans l’évêché une collection d’art ainsi qu’une bibliothèque, qui formeront après la Révolution une partie du fonds ancien de la bibliothèque municipale de Blois. Il serait contraint à l’exil en 1791, et c’est son successeur l’abbé Grégoire qui transforme le jardin de l’Évêché en une promenade publique. Le Concordat ayant supprimé l’existence de l’évêché, le palais reste vacant pendant la première partie de XIXe siècle puis, jusqu’en 1830, il sert comme résidence aux préfets du département. En 1814, il accueille l’impératrice Marie-Louise d’Autriche, qui se refugie à Blois avec ses enfants et les hauts dignitaires formant le Conseil de régence. En 1830, les évêques regagnent le palais pour 70 ans, jusqu’à ce que la loi de 1905 ne sépare l’Église et l’État. Il se sert alors pour un temps éphémère comme un musée de l’histoire naturelle et de beaux-arts, mais l’installation à peine finie, la Grande Guerre transforme le lieu en hôpital.

### La transformation en mairie
Les bombardements en juin 1940 pénètrent l’ancien hôtel de ville situé sur le quai du Mail (actuel quai du Maréchal de Lattre de Tassigny). La disparation de nombreux édifices publics nécessitait une nouvelle répartition des services administratifs. L’hôtel de ville, qui avait été classé monument historique en 1930, fait transférer dans le palais épiscopal, ce qui nécessite quelques bouleversements intérieurs pour aménager des bureaux. Aux étages, les transformations sont radicales et l’appartement épiscopal, devenu salle du conseil et cabinet du maire, perdit à ce moment tout caractère.

## L’architecture du palais
C’est grâce à sa majestueuse façade sud à quatre niveaux, que le palais est prêt à se comparer avec le château. Le premier niveau traité en bossages continus s’ouvre sur la terrasse basse par des baies plein-cintre. En ce qui concerne la façade sur cour, elle est marquée par un avant-corps central d’une travée en faible saillie, souligné des chaînes de refend et surmonté d’un fronton triangulaire aux armes de premier évêque. Les colonnes qui précèdent l’entrée ne sont pas dans le projet initial, surement ajoutés pendant l’épiscopat de l’évêque Thémines.

### L’aménagement intérieur et décors
Les dispositions intérieures originelles sont difficilement restituables. L’étage inférieur de soubassement comprenait, en plus d’une orangerie, une salle de billard, tandis que la chapelle ouvrant sur la Loire occupait l’étage supérieur. Le rez-de-chaussée étaient réservé aux pièces de réception et à l’appartement épiscopal, s’organisait autour d’un grand vestibule, placé du côté de la cour d’honneur, qui donnait accès à la salle à manger et au salon, ouverts sur la Loire. L’appartement épiscopal, situé à l’est comprenait au rez-de-chaussée : une chambre et un petit salon, à l’étage deux chambres desservies par un escalier privé. En soubassement se trouvaient les cuisines, resserres, celliers et office, et au rez-de-chaussée un couloir desservait une grande antichambre, une chambre et la bibliothèque.
Thémines entreprend dès son installation un réaménagement intérieur du palais. Le grand vestibule est orné de niches garnies de statues, et de colonnes tronquées portant les bustes des Grands Hommes de l’époque comme Richelieu ou Colbert.
La transformation la plus spectaculaire fut dans la création d’un vaste salon à l’italienne, aujourd’hui salle des mariages. Le décor de faux marbre est l’œuvre de Claude Jean-Baptiste Robin, décorateur entre autres de l’ancien théâtre de Bordeaux. L’ensemble a été modifié vers 1830 lors de la transformation du salon en chapelle des évêques, de retour dans leur ancienne demeure. Les figures des vertus chrétiennes (foi, espérance, charité, justice) ont été ajoutées aux angles, dans la partie supérieure. À côté, l’ancienne salle à manger, actuelle salle des commissions, a été également aménagée sous l’épiscopat de Thémines. Les dessus-de-porte étant les éléments les plus intéressants de cette pièce, sont en stuc peint en faux marbre montre des vases et des coupes remplient de fruits, typiquement une décoration néo-classique. L’escalier d’honneur dessert les étages et permet de faire le lien avec la partie de l’hôtel Brisacier, dont les parties basses font l’actuelle salle des archives, intégré à la construction.

## Sources
- Annie Cosperec, Blois la forme d’une ville, Paris, Imprimerie nationale éd., coll. « Cahiers du patrimoine » n° 35, 1994